# Бондаренко (лунный кратер)
Кратер Бондаренко (лат. Bondarenko) — ударный кратер на обратной стороне Луны. Название дано в честь советского лётчика-истребителя, члена первого отряда космонавтов СССР, погибшего в сурдобарокамере при подготовке к полету, Валентина Васильевича Бондаренко (1937—1961) и утверждено Международным астрономическим союзом в 1991 г. 

## Описание кратера
Ближайшими соседями кратера являются кратер Пацаев на западе; кратер Шовене на севере; кратер Деннинг на востоке-северо-востоке; кратер Пирке на юго-востоке и гигантский кратер Циолковский на юго-западе. Селенографические координаты центра кратера 17°14′ ю. ш. 136°53′ в. д. / 17,24° ю. ш. 136,89° в. д., диаметр 28,3 км, глубина 2 км.
Кратер умеренно разрушен. Высота вала над окружающей местностью составляет 920 м. Дно чаши кратера неровное, в чаше кратера и на внутреннем склоне находятся несколько небольших кратеров.

## Сателлитные кратеры
Отсутствуют.